# Emoji: la película
Emoji: la película (originalmente en inglés, The Emoji Movie) es una película estadounidense de animación por computadora de 2017, producida por Sony Pictures Animation y distribuida por Columbia Pictures. Dirigida por Tony Leondis, es una adaptación popular basada en los emojis, ha recibido duras críticas y hasta ha conseguido un premio por “peor película animada”. 
La película se ha vuelto infame por las duras críticas que ha recibido y actualmente es considerada como una de las peores películas de todos los tiempos. Emoji: la película fue nominada a 4 premios Razzie, de los cuales ganó los 4; incluyendo peor película, peor director, peor pareja, y peor guion, a pesar de las críticas. Emoji: la película fue un éxito financiero recaudando 274 millones. 

## Argumento
Gene es un emoji que vive en Textopolis, una ciudad digital dentro del teléfono de su usuario Alex. Él es el hijo de dos emojis de apellido Meh llamado Mel y Mary, y es capaz de hacer múltiples expresiones a pesar de la educación de sus padres. Sus padres están renuentes de que vaya a trabajar, pero Gene insiste ya que quiere sentirse útil. Al recibir un texto de su "crush" Addie, Alex decide enviarle un emoji. Cuando Gene es seleccionado, él entra en pánico, hace una expresión confusa, y arruina el texto. Gene es llamado por Smiler (Sonrisa en Hispanoamérica, Sonrisas en España), una emoji sonriente y líder del centro de texto, que concluye que Gene es un "malfuncionamiento" y por lo tanto debe ser eliminado. Gene es perseguido por los bots, pero es rescatado por Hi-5 (Choca esos cinco en España), una mano emoji que fue una vez popular que ha perdido su fama debido a la falta de uso. Le dice a Gene que se puede arreglar si encuentran un hacker que reescriba su código, y Hi-5 lo acompaña buscando ayuda para volver a ser popular.
Sonrisa envía más bots para buscar a Gene cuando se entera de que él ha dejado Textopolis, ya que sus acciones han causado que Alex piense que su teléfono necesita ser arreglado. Gene y Hi-5 llegan a una aplicación de piratería donde se encuentran con la hacker emoji Jailbreak (Lady Hacker en Hispanoamérica Rebelde en España), que quiere llegar a Dropbox para poder vivir en la nube. El trío es atacado por los robots de Sonrisa, pero consigue escapar en el juego Candy Crush. Lady Hacker revela que Gene se puede arreglar en la nube, y el grupo se va a la aplicación Just Dance. Mientras que allí, se revela que Lady Hacker es una emoji de princesa, llamada Linda, que huyó de la app también después de estar cansada de ser estereotipada. Una vez más, son atacados por bots, y sus acciones  causaron que Alex elimine la aplicación Just Dance. Gene y Lady Hacker escapan mientras la app se derrumba, pero Hi-5 es desechado junto con la aplicación y termina en la basura.
Mel y Mary van en busca de Gene y tienen un argumento muy letárgico. Se reconcilian en la aplicación de Instagram cuando Mel revela que él también es un mal funcionamiento, explicando el comportamiento de Gene. Mientras viaja a través de Spotify, Lady Hacker admite que le gusta Gene tal como es, y que no debería avergonzarse de su mal funcionamiento. Lo hacen y se dirigen a la basura para rescatar Hi-5, pero pronto son atacados por un bot actualizado. Ellos para evadirlo y entrar a Dropbox, donde se encuentran con un Firewall que para pasar se necesita decir la contraseña secreta. La pandilla lo supera con una contraseña que es el nombre de Addie y logran pasar hacia la nube, donde Lady Hacker se prepara para reprogramar a Gene. Gene admite sus sentimientos por Lady Hacker, pero ella desea seguir con su plan de aventurarse en la nube, involuntariamente haciendo que Gene vuelva a su apática programación de angustia. El bot mejorado toma a Gene, y Hi-5 y Lady Hacker corren tras ellos.
Mientras Sonrisa se prepara para borrar a Gene, Mel y Mary llegan y también están amenazados. Lady Hacker y Hi-5 llegan y desactivan el bot, que cae encima de Sonrisa. Alex ha llevado su teléfono a la tienda y le pide que le borre el teléfono para solucionar el problema. Por desesperación, Gene se prepara para enviarle mensajes de texto a Addie, haciendo numerosas caras para expresarse. Al darse cuenta de que Addie recibió un texto de él, Alex deja de borrar su teléfono, guardando el emoji y finalmente llegar a hablar con Addie. Gene se acepta como es y es celebrado por todos los emoji.
En una escena de mitad de créditos, Sonrisa ha sido relegada al "salón de perdedores" con los otros emojis olvidados y no usados por sus crímenes, usando numerosos aparatos de ortodoncia debido a que el bot le rompió los dientes, y jugando y perdiendo un juego de Go Fish.

## Reparto
- T. J. Miller como Gene Meh.
- Anna Faris como Jailbreak.
- James Corden como Hi-5, una mano emoji.
- Maya Rudolph como Smiler.
- Patrick Stewart como Poop, el emoji de popó.
- Adam Carolla como Wynnchel, el Mondo Sugar Rush.
- Steven Wright como Mel Meh, el padre emoji de Gene.
- Horatio Sanz como Duncan, el Sugar Rush gamer.
- Rob Riggle como Helado.
- Jennifer Coolidge como Mary Meh, la madre emoji de Gene.
- Jake T. Austin como Alex, el humano.
- Sofía Vergara como Flamenca, un flamenco baile emoji.
- Christina Aguilera como Akiko Glitter.
- Sean Hayes como Paco, un modo diablo emoji.
- Rachael Ray como Spam, un Mensaje de spam.
- Jeff Ross como Trol de Internet.
- Tati Gabrielle como Addie McCallister.

### Doblaje en España
- Quim Gutiérrez como Gene.
- Macarena Gómez como Rebelde.
- Carlos Latre como Choca esos cinco, una mano emoji.
- Mario Vaquerizo como Caca.
- Úrsula Corberó como Sonrisas.
- Roberto Encinas como Mel Meh, el padre emoji de Gene.
- Danai Querol como Akiko Glitter.
- Eduardo Bosch como Paco, un diablo emoji.
- Cristina Yuste como Spam, un Mensaje de spam.
- Pedro Tena como Trol de Internet.
- Martina D'Antiochia como Addie McCallister, la maravillosa aglomeración de Alex.

### Doblaje en México
- Gerardo García como Gene.
- Óscar Flores como Hi-5, una mano emoji.
- Karla Falcón como Lady Hacker.
- Irina Índigo como Sonrisa.
- Germán Fabregat como Mel Meh, el padre emoji de Gene.
- Mónica Huarte como Mary Meh, la madre emoji de Gene.
- Darío Barassi como Popo, el emoji de popo.
- Hony Estrella como Akiko Glitter y Angel, el emoji de ángel.
- Magda Giner como Flamenca, un flamenco baile emoji.
- Alejandro Orozco como Francisco, un emoji de diablito.
- Gabriel Ramos como Alex, el humano.
- Emilio Treviño como Travis, el mejor amigo de Alex.
- Mía Rubín Legarreta como Addie McCallister, la maravillosa aglomeración de Alex.
- Ronald MacKay como Emoji Nerd, Emoji Nervioso, Berenjena, Alien y Soldado Troyano.
- Javier Grullón como Puño y Caballo de Troya.
- Eduardo Garza como Equipaje abandonado.
- Andrea Legarreta como Carcajada.
- Nina Rubín Legarreta como Gatito ojos de corazón.
- Ludwik Tapia como Camarón y Taza de café.
- Rona Fletcher como Firewall.
- Héctor Emmanuel como Helado.
- Emiliano Ugarte como el Hijo de Popo.
- Rubén Moya como Gabel.
- Blas García como Árbol de Navidad.

## Premios

### Premios Golden Raspberry
| Año  | Categoría     | Película           | Resultado |
| ---- | ------------- | ------------------ | --------- |
| 2017 | Peor película | Emoji: la película | Ganador   |

## Recepción
En Rotten Tomatoes, la película cuenta con una puntuación de 6% con base en 134 opiniones(por un tiempo retuvo una puntuación de 0%) con el consenso mostrando una señal de prohibición en lugar de texto. Muchos la han catalogado como "sin gracia y una pérdida de tiempo" e, incluso, un crítico de cine del New York Daily News ha dicho "The Emoji Movie muestra qué tan bajo Hollywood se puede hundir por dinero fácil". Además muchos críticos la han comparado desfavorablemente con otras cintas como The Lego Movie, Wreck-It Ralph e Inside Out. A solo una semana de su estreno en Estados Unidos y todavía sin estrenarse en algunos países, la película ya recibía una calificación inferior a 2/10 en el portal IMDb.
Durante una entrevista después del estreno, el director Tony Leondis expresó su descontento después de que catalogaran la película como “La Peor Película” en los Golden Rasperry, diciendo que sin duda este fue “el peor proyecto en el que ha debutado”, diciendo que después de eso, no volvería para dirigir una secuela.
David Ehrlich de IndieWire le dio a la película una D, escribiendo “No te equivoques, The Emoji Movie es muy, muy, muy mala (estamos hablando de una pieza hiperactiva de propaganda corporativa en la cual Spotify salva el mundo y Sir Patrick Stewart da voz a una feca viviente), pero la vida real es demasiado difícil para intentar competir ahora.” Alonso Duralde de TheWrap también fue muy crítico de la película, llamándola “un desalmado desastre por que carece de humor, astucia, ideas, estilo visual, actuaciones convincentes, un punto de vista o incluso otra característica que podría hacerla cualquier cosa menos una completa perdida de tu tiempo”